# Rivelazioni (film)
Rivelazioni (Disclosure) è un film del 1994, diretto da Barry Levinson e tratto dall'omonimo romanzo di Michael Crichton. È stato commercializzato in Italia anche col titolo Rivelazioni - Sesso è potere.

## Trama
Tom Sanders, uomo dalla vita tranquilla, felicemente sposato e con figli, è un capo ufficio in odore di promozione di un'importante azienda che opera nel campo delle nuove tecnologie e che si sta fondendo con un'altra multinazionale di nome Conley-White. Tutti in azienda considerano la sua nomina scontata e approvano la sua promozione, in quanto ritenuto da tutti il più meritevole per il ruolo. Tuttavia il giorno in cui Tom si aspetta la conferma ufficiale della promozione scopre che invece il ruolo è stato dato a una nuova assunta di nome Meredith Johnson, che, oltre a essere il suo attuale capo, è stata anche la sua fidanzata diversi anni prima. Messa da parte la rabbia per l'occasione mancata Tom inizia a collaborare con Meredith nel progetto per il lancio sul mercato di una nuova tecnologia.
Durante una riunione serale Meredith tenta di sedurre Tom per cercare di riprendere la loro relazione. Inizialmente Tom sembra declinare le avances della donna; Meredith, non accettando un rifiuto, inizia a provocare sempre più Sanders il quale cerca ancora, invano, di resistere; Meredith decide allora di praticargli una prolungata e profonda fellatio, cosa che fa cedere le residue inibizioni di Tom, che a quel punto pare abbandonarsi a lei. Tuttavia, proprio alla fine, poco prima che il rapporto sessuale si consumi completamente, ha un ripensamento e se ne va dalla stanza lasciando Meredith seminuda e furiosa.
Il giorno dopo, tornato in ufficio, Tom si convince che la cosa migliore è dimenticare l'intera vicenda ma apprende dal vice-direttore di essere stato accusato da Meredith di molestie sessuali. Tom cerca disperatamente di difendersi ma non viene creduto, oltretutto in piena fusione il presidente Bob Garvin non vuole far scoppiare lo scandalo e si schiera apertamente dalla parte di Meredith, cercando di buttare fuori prima possibile il suo amico Tom. Inoltre Meredith inizia a fargli mobbing sul lavoro, inviandogli mail offensive e non comunicandogli gli orari giusti delle riunioni, durante le quali cerca peraltro più volte di metterlo in difficoltà. Tom minaccia di intentare una causa, facendo scoppiare lo scandalo, e per questo subisce le vessazioni anche dei colleghi, che temono di perdere tutti i vantaggi derivanti dalla fusione, tra cui il suo migliore amico Mark Lewyn, che a una festa rivela tutto anche a Susan, la moglie di Tom.
Tom e Meredith accettano di non andare in tribunale ma di ricorrere a una mediazione privata. Tom si affida all'avvocatessa specializzata Catherine Alvarez ma le cose sembrano mettersi male per lui in quanto il diffuso pregiudizio che le molestie sessuali siano opera esclusivamente maschile rende scettico il giudice (che è una donna); inoltre l'avvocato di Meredith punta tutto sulla rabbia di Sanders derivante dall'aver perso la promozione per colpa di una donna.
Alla fine Tom riesce a spuntarla grazie a un nastro registrato di una segreteria telefonica, infatti al momento delle prime esplicite avances e del suo rifiuto Tom stava lasciando un messaggio nella segreteria telefonica di un amico, e in seguito, pur avendo fatto cadere il cellulare in preda all'assalto di Meredith, il contatto è rimasto aperto registrando tutta la sequenza degli avvenimenti.
Tom viene reintegrato nel posto di lavoro con tutte le qualifiche che gli competono, ma si tratta solo di un trucco di Garvin che vuole tenersi Meredith (più gradita alla compagnia con cui si sta fondendo) e licenziare Sanders. Per riuscire nel suo intento ha predisposto un piano particolarmente subdolo: cercherà di far apparire Tom incompetente di fronte all'intera assemblea degli azionisti, mettendo in risalto i problemi riscontrati nella produzione e addebitandone la colpa a Sanders, dirigente del settore responsabile delle pecche evidenziate in modo da avere la giusta causa per poterlo licenziare. Tom scopre il piano e prepara la contromossa; riesce infatti a scoprire a cosa sono dovuti i difetti di produzione.
I problemi sono dovuti proprio alla pessima gestione di Meredith. La Johnson, infatti, non sa assolutamente niente di nozioni tecnologiche e per cercare di ottenere un bilancio aziendale migliore ha tagliato spese fondamentali reputandole inutili (per esempio ha ordinato componenti da fornitori più economici ma meno affidabili, ha fatto abbassare il livello di purificazione dell'aria causando la presenza di polvere nei circuiti, ecc.). Durante l'assemblea Tom riesce a difendersi dalle accuse e a mettere in ridicolo Meredith che a questo punto viene "scaricata" anche dalla Conley-White.
Alla fine, dopo il licenziamento di Meredith, il posto viene affidato a sorpresa non a Tom ma a Stephanie Kaplan, una delle poche colleghe che aveva sostenuto Tom durante la causa e che aveva creduto alla sua versione dei fatti. Tom, che non è più interessato a posizioni di potere, non è arrabbiato per aver mancato di nuovo la promozione, inoltre riconosce il valore di Stephanie e spera di poter inaugurare con lei una florida collaborazione, come dalla stessa auspicato durante il discorso di accettazione della nomina.

## Produzione e incassi
Inizialmente per la regia venne ingaggiato Miloš Forman, ma tra lui e Michael Crichton nacquero varie liti per divergenze artistiche, e venne licenziato. Venne così ingaggiato Barry Levinson, che vinse la concorrenza con Alan J. Pakula. Per il ruolo di Meredith, prima di Demi Moore, venne scelta Annette Bening, che si tirò fuori subito poiché rimase incinta, e in seguito vennero provinate anche Geena Davis e Michelle Pfeiffer.
Il film, uscito negli Usa nel dicembre 1994, incassò nelle sale poco più di 83 milioni di dollari, a fronte di un budget di circa 30 milioni. Gli incassi totali mondiali ammontarono comunque a oltre 214 milioni di dollari. Le riprese si svolsero a Seattle e negli studi di Burbank in California tra il maggio e l'agosto 1994.

## Riconoscimenti
- 1995 - MTV Movie Awards
  - Candidatura Attrice più attraente a Demi Moore
  - Candidatura Miglior cattivo a Demi Moore
- 1996 - London Critics Circle Film Awards
  - Sceneggiatore dell'anno a Paul Attanasio
- 1996 - Santa Barbara International Film Festival
  - Modern Master Award a Michael Douglas